# Alard III de Château-Gontier
 (septembre 2013).
Si vous disposez d'ouvrages ou d'articles de référence ou si vous connaissez des sites web de qualité traitant du thème abordé ici, merci de compléter l'article en donnant les références utiles à sa vérifiabilité et en les liant à la section « Notes et références ».
Alard III de Château-Gontier fut seigneur de Château-Gontier, en Anjou, au XIIe siècle.

## Biographie
Alard III, fils d'Alard II de Château-Gontier, était devenu fils aîné par la mort d'un frère du même nom, et par celle de Renaud qui disparaît en 1145, la même année que son père. On le trouve cité avec son fils Renaud pour un don à Nyoiseau (1148) ; comme témoin de la cession de la terre de la Roche à Joulain de Tours par Robert, abbé de Saint-Aubin (1149-1150). L'abbé Michel de la Roë qui était de sa famille, de cujus familia erat, en appelle à lui dans un procès (1150-1152) ; avec son frère Geoffroy, il fait recevoir par le même abbé de la Roë, au nombre des chanoines, Geoffroy, fils d'Hervé de Linières, sénéchal de Château-Gontier. Deux chartes du Genéteil, l'une de Renaud, son fils, de 1162 à 1178, l'autre de Renaud, son petit-fils, de 1190, rappellent son nom.
D'après le Gallia Christiana, il donna des dîmes à l'abbaye de Bellebranche dès l'année de sa fondation (1152), et l'on croit généralement qu'il y fut enterré.
Alard serait donc mort en 1152 et ses libéralités pourraient être testamentaires. Son obit à Saint-Maurice d'Angers est noté au 5 août. Il avait épousé Mélissende, dont l'obit au nécrologe de Saint-Maurice est inscrit au 15 août, et qui lui donna au moins trois fils et une fille :
1. Renaud, qui lui succéda ;
2. Alard, qui n'est cité qu'une fois de 1162 à 1178. Peut-être suivit-il son aîné à Jérusalem où il serait mort ; c'est dans la charte où il est question de ce départ qu'Alard figure ;
3. Barthélemy ou Berthelot semble avoir eu un rôle assez considérable. Non seulement il est témoin des actes de son frère ou d'autres personnages de 1151 à 1170, et plus tard avec Raoul de Beaumont ; mais le 23 juin 1165 (?) il est juge d'un procès entre Marmoutier et Hamelin d'Anthenaise au sujet du droit de pressoir à Bouère ; témoin d'une concession de Robert III de Sablé à Saint-Aubin, après 1165 ; témoin encore d'un acte de Saint-Aubin concernant la forêt de Malépinay (1165-1184) ;
4. Marguerite de Château-Gontier, religieuse au Ronceray en 1180, est sans doute fille d'Alard III.

## Source
- Abbé Angot, Baronnie de Château-Gontier, 1915 lamayenne.fr